# Blankenhagen
Blankenhagen ist eine Gemeinde im Landkreis Rostock in Mecklenburg-Vorpommern (Deutschland). Sie wird vom Amt Rostocker Heide mit Sitz in Gelbensande verwaltet.

## Geografie
Blankenhagen liegt im Norden des Landes Mecklenburg-Vorpommern am Rande der Rostocker Heide. Die nächste größere Stadt ist Rostock (etwa 20 km westlich).
Ortsteile der Gemeinde sind Blankenhagen, Billenhagen, Cordshagen und Mandelshagen.

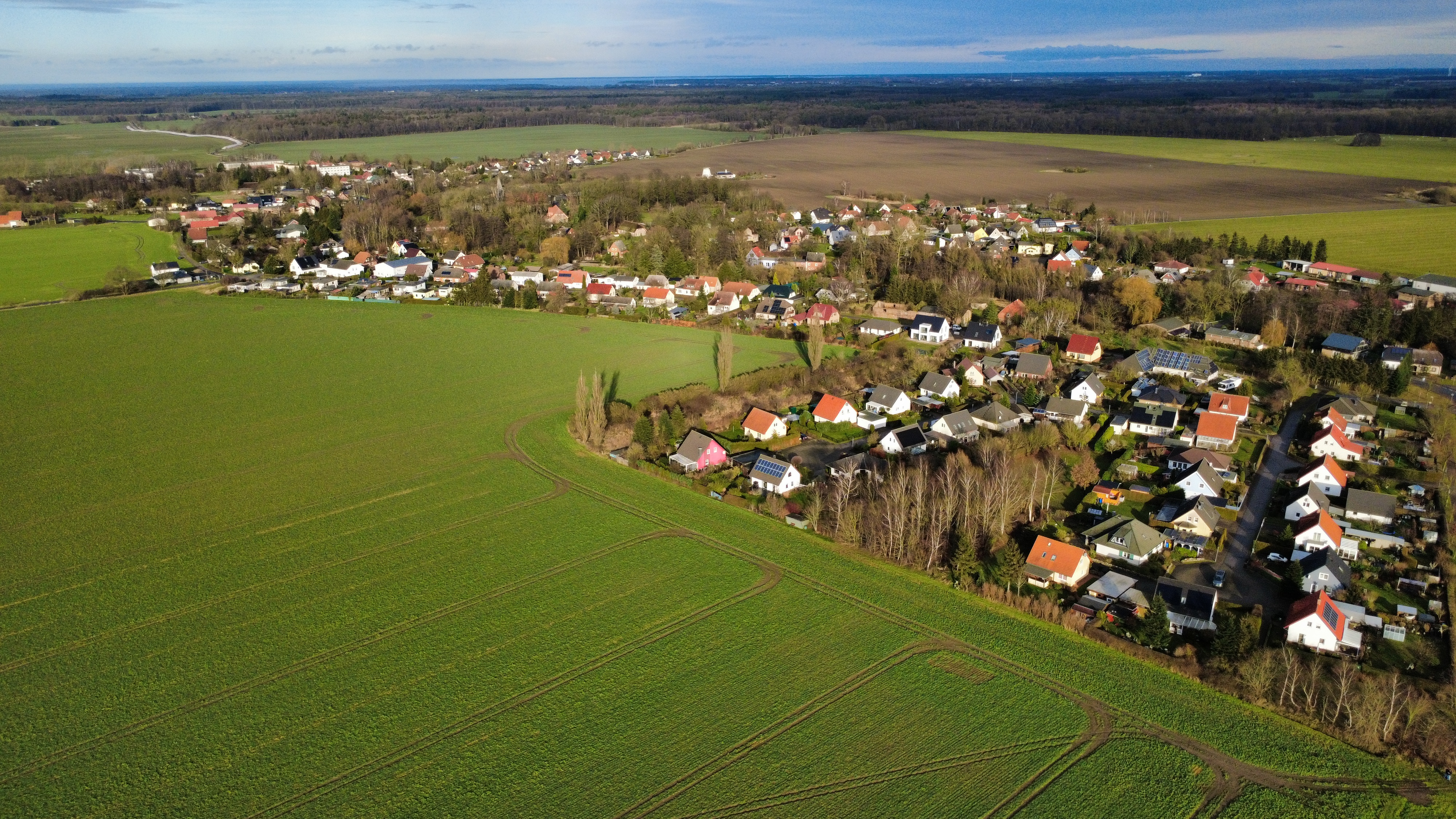
Luftansicht von Blankenhagen

Die Ostsee und der Saaler Bodden ca. 15 Kilometer entfernt.

### Nachbargemeinden
Die folgenden Gemeinden grenzen an Blankenhagen (Aufzählung im Uhrzeigersinn, beginnend im Norden): Rövershagen, Gelbensande, die Stadt Marlow, Poppendorf, Broderstorf und Sanitz.

## Geschichte

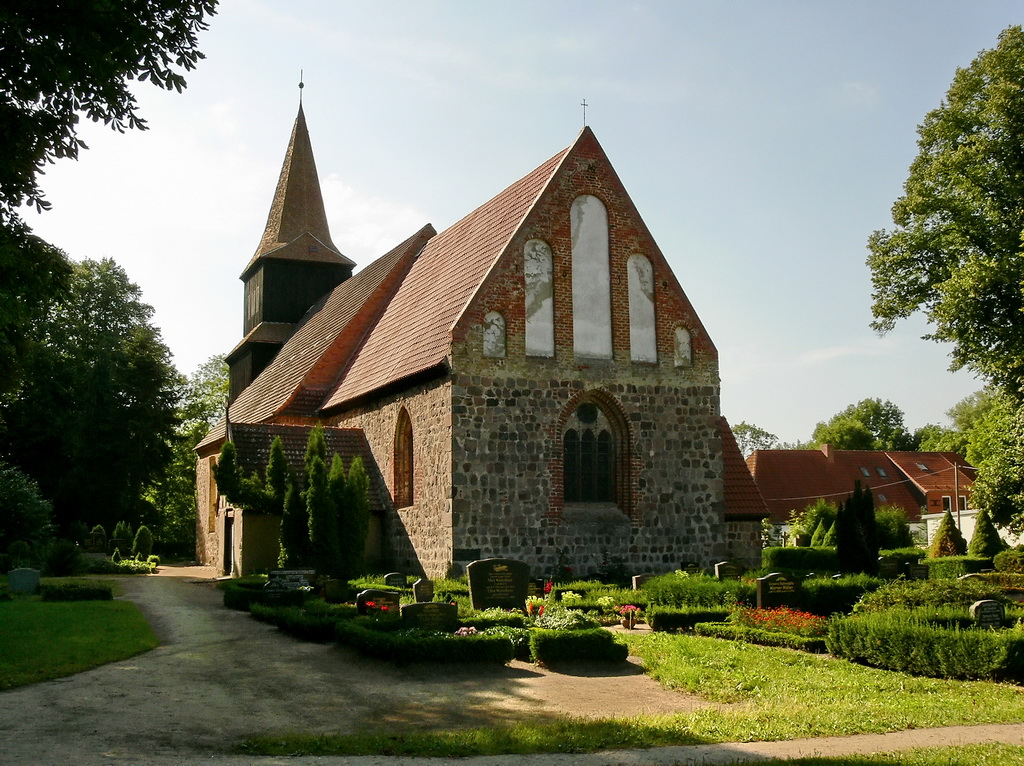
Dorfkirche Blankenhagen

Die erste urkundliche Erwähnung Blankenhagens stammt aus dem Jahr 1233. Sie erfolgte durch eine bischöfliche Verfügung über den Zehnten im Kirchspiel Ribnitz.
Die Kirche wurde am 23. August 1318 erstmals urkundlich erwähnt und gehörte im Mittelalter zum Archidiakonat Rostock. Stifter und Erbauer der Kirche war die Adelsfamilie der Moltkes, die auch das Patronat innehatten. Die Ersterwähnung belegt, dass ein Johann Moltke für den Priester Ghodefridus eine Vikarei in der Kirche zu Blankenhagen stiftete. Die Moltkes sind im Jahr 1361 nicht mehr in Blankenhagen nachweisbar. Bereits im 14. Jahrhundert wurde vermutlich der Ort dem herzoglichen Domanium einverleibt. 1421 wurde der Ort durch Herzog Albrecht V. an den Rostocker Bürgermeister Katzow verpfändet. Unbekannt ist, wann es wieder an den Landesherrn zurückfiel. Belegt ist, dass Blankenhagen 1670 durch Herzog Gustav Adolf von Mecklenburg an die Witwe des Eckhard von der Lühe verpfändet wurde. Diese Familie besaß Blankenhagen bis 1704, als es durch den Herzog zurückgekauft wurde.
Am 1. Januar 2012 wurde die vormals selbständige Gemeinde Mandelshagen nach Blankenhagen eingemeindet.
Seit 1855 entwickelten sich die Einwohnerzahlen Blankenhagens wie folgt: 
| Jahr | Einwohner |
| ---- | --------- |
| 1855 | 450       |
| 1890 | 508       |
| 1963 | 655       |
| 1990 | 738       |
| 2000 | 927       |
| 2010 | 818       |
| 2020 | 1062      |

## Politik

### Gemeindevertretung
Die Gemeindevertretung besteht aus 10 Mitgliedern und dem Bürgermeister. Sie setzt sich seit der Kommunalwahl 2024 wie folgt zusammen:
| Partei / Wählergruppe         | Stimmen | Sitze |
| Bündnis Gemeinde Blankenhagen | 55,9 %  | 6     |
| Gemeinsam für unsere Gemeinde | 39,4 %  | 4     |

### Wappen
Das Wappen der Gemeinde wurde vom Freudenberger Manfred Gerth gestaltet und am 8. September 2008 vom Innenministerium Mecklenburg-Vorpommerns genehmigt.
Blasonierung: „In Grün zwei schräg gekreuzte goldene Rodehacken über sechs goldenen Rapsblüten.“

### Flagge
Die Flagge der Gemeinde Blankenhagen ist quer zur Längsachse des Flaggentuchs von Gold (Gelb), Grün und Gold (Gelb) gestreift. Die goldenen (gelben) Streifen nehmen jeweils ein Viertel, der grüne Streifen nimmt die Hälfte der Länge des Flaggentuchs ein. In der Mitte des grünen Streifens liegen die Figuren des Gemeindewappens in flaggengerechter Tingierung: zwei schräg gekreuzte goldene Rodehacken über sechs (3:2:1) goldenen Rapsblüten. Die Figuren nehmen insgesamt 13/15 der Höhe des Flaggentuchs ein. Die Höhe des Flaggentuchs verhält sich zur Länge wie 3:5.

## Sehenswürdigkeiten

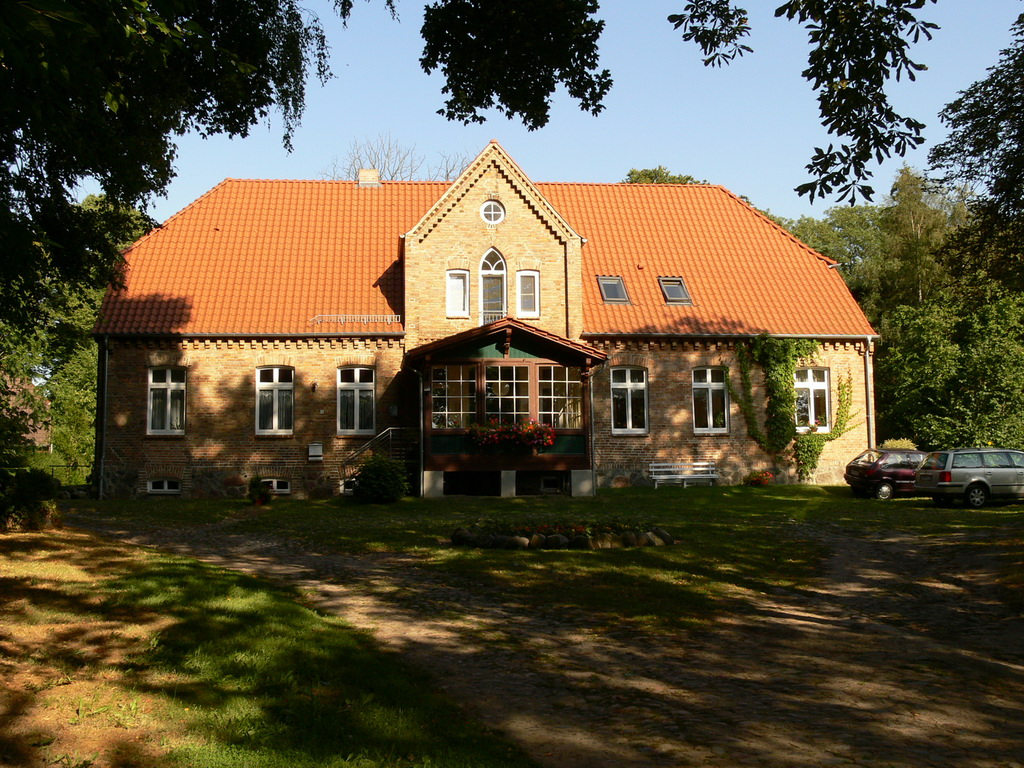
Renoviertes Pfarrhaus

- Frühgotische Dorfkirche Blankenhagen als Feldsteinkirche mit einem rechteckigen, kreuzrippengewölbten, zweijochigen Chor als ältestem Teil aus dem 13. Jahrhundert. An den Fenster- und Türöffnungen sowie an den Giebeln wurde Backstein verwendet. Das Langhaus ist zum Chor durch einen Triumphbogen abgesetzt; späterer hölzerner Westturm mit vierseitigem Spitzhelm. 1964 wurde die Kirche saniert.
- Eingeschossiges Pfarrhaus mit Zwerchgiebel und Krüppelwalmdach.
- Denkmal für die Gefallenen beider Weltkriege

## Einrichtungen
- Grundschule
- Kindertagesstätte
- Freiwillige Feuerwehr
- Gemeindebüro
- Dorfgemeinschaftshaus ("Uns Dörphus")
- Packstation

## Persönlichkeiten
- Jakob Liefer (1571–1655), evangelischer Theologe und Autor, Pfarrer in Blankenhagen
- Georg Michel (1926–1999), Linguist und Hochschullehrer
- Georg Lentz (1928–2009), Verleger und Schriftsteller